# Дехтер, Рина
Рина Дехтер (англ. Rina Dechter; род. 1950) — учёный в области информатики, профессор Школы информационных и компьютерных наук Калифорнийского университета в Ирвайне. Её научные интересы — прежде всего, автоматизированные рассуждения и удовлетворение ограничений в области искусственного интеллекта.

## Биография
Дехтер получила степень бакалавра математики и статистики в Еврейском университете в Иерусалиме в 1973 году, магистра прикладной математики — в Институте имени Вейцмана в 1976, доктора философии в области информатики — в Калифорнийском университете в Лос-Анджелесе в 1985. С 1994 года Дехтер входит в Ассоциацию развития искусственного интеллекта, а в 2013 её голосованием внесли в список членов Ассоциации вычислительной техники.
Между 1988 и 1990 годами Рина Дехтер работала старшим лектором информатики в Израильском технологическом институте, после чего перешла в Калифорнийском университете, где и стала профессором в 1996 году. В 2005—2006 годах она занимала пост Рэдклифф-фелло в Рэдклиффском институте Гарвардского университета. С 2011 года она занимает выборной пост главного редактора научного журнала «Artificial Intelligence».
В 2003 году Рина Дехтер опубликовала книгу для обучения программированию в ограничениях монографию под названием «Обработка ограничений», а в 2013 году — сборник алгоритмов «Рассуждения с помощью вероятностных и детермистичных графических моделей». Кроме того, на 2016 год она опубликовала в одиночку и в соавторстве более 50 журнальных и более 125 конференционных статей, а также сделала около десяти вкладов в книги-сборники. Индекс Хирша у Рины Дехтер равен 55.